# Jean Brasseur-Kermadec
Pour les articles homonymes, voir Brasseur et Kermadec.
Jean Brasseur, pendant la guerre Kermadec, devenu Jean Brasseur-Kermadec, né à Verviers le 9 septembre 1914 et mort à Paris 17e le 21 mai 1992, est un officier belge de la marine marchande qui devient officier des Forces navales françaises libres, compagnon de la Libération, puis vice-amiral d’escadre de la Marine nationale française, commandant en chef en Méditerranée et préfet maritime de Toulon.

## Biographie
Jean Brasseur naît le 9 septembre 1914 à Verviers en Belgique. Il est le fils d'un pharmacien. Il effectue sa scolarité à Verviers puis à Liège.

### Vocation maritime, marine marchande belge
Rêvant de la mer et aspirant à de grandes aventures, il fugue à quinze ans et embarque à Anvers vers les mers australes, sur un cargo. Il attend d'être arrivé en Australie pour donner des nouvelles à sa famille. Rentré en Belgique, il reçoit l'autorisation de son père pour faire carrière dans la Marine.
S'orientant vers la marine marchande, il suit la scolarité de l'École supérieure de navigation d'Anvers. Il est breveté lieutenant au long cours, et navigue pour la compagnie maritime belge « Lloyd Royal »,.

### Seconde Guerre mondiale, Forces navales françaises libres
Jean Brasseur est à la mer lorsqu'il entend l'appel du 18 Juin lancé par le général de Gaulle. Après une escale à Freetown, il part pour l'Angleterre où il arrive en août 1940. Il rejoint d'abord la Royal Navy, et se trouve affecté sur le HMS Fidelity. Il demande ensuite à rejoindre les Forces navales françaises libres et reçoit en octobre 1940 une commission d'enseigne de vaisseau auxiliaire à titre étranger,,.

#### Bataille de l'Atlantique, mer Rouge, Méditerranée

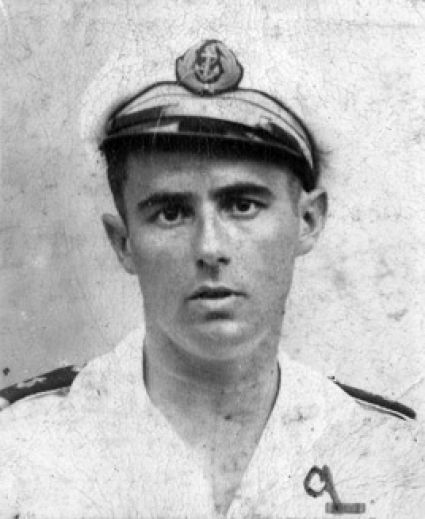
Enseigne de vaisseau des FNFL, vers 1942.

Il prend le nom de « Kermadec » rappelant le nom d'un matelot du roman Mon frère Yves de Pierre Loti. Affecté sur le cuirassé Courbet, comme officier fusilier, il y commande la DCA. Il est chargé ensuite d'organiser à Skegeness près de Portsmouth le premier centre d'instruction des FNFL. Le centre ouvre sous sa direction le 7 février 1941. Après cette mission, il participe à la bataille de l'Atlantique en embarquant sur le contre-torpilleur Léopard, qui contribue à la protection des convois alliés dans l'Atlantique nord, autour de l'Islande, pendant l'hiver 1941-1942.
Officier en second de l'aviso Commandant Dominé en juillet 1941, il escorte les convois entre Liverpool et Freetown, puis participe au blocus de Djibouti. Après ce blocus, il escorte de nouveau les convois de l'Armée britannique entre Alexandrie, Tobrouk, Benghazi et Tripoli, totalisant plus de 100 000 nautiques parcourus.

#### Officier de fusiliers marins: Tunisie, Italie, libération du territoire
Jean Kermadec est promu lieutenant de vaisseau en novembre 1943. Il demande et obtient de rejoindre le 1er régiment de fusiliers marins (1er RFM), qui est le régiment de reconnaissance de la 1re division française libre. Il y commande le 3e escadron, et prend part aux combats de Tunisie, puis à la campagne d'Italie à partir de mai 1944. Il se distingue particulièrement à Pontecorvo, à Pontelugano, à Montefiascone et à Radicofani, en mai et juin 1944.
Il participe au débarquement en Provence, à Cavalaire, le 15 août 1944. À la tête du 3e escadron du 1er RFM, il traverse La Crau le 22 août sous les tirs allemands, contribue à stopper une contre-attaque, et pénètre à La Garde ; ses troupes détruisent cinq lance-flammes et avancent par Hyères, La Moutonne et La Garde, toujours sous le feu allemand. Il harcèle l'ennemi et le fait reculer jusqu'à Toulon, faisant 200 prisonniers.
Puis il s'illustre à la bataille des Vosges en novembre 1944, particulièrement en s'emparant de la Chapelle-sous-Rougemont avec audace, surprenant l'ennemi et lui occasionnant de lourdes pertes. Il se fait encore remarquer pendant la bataille d'Alsace, à Bourbach-le-Bas, par sa vive résistance aux fortes contre-attaques allemands soutenues par des chars. Il est compagnon de la Libération par décret du 20 janvier 1946.

### Après-guerre: commandements, états-majors, attaché naval

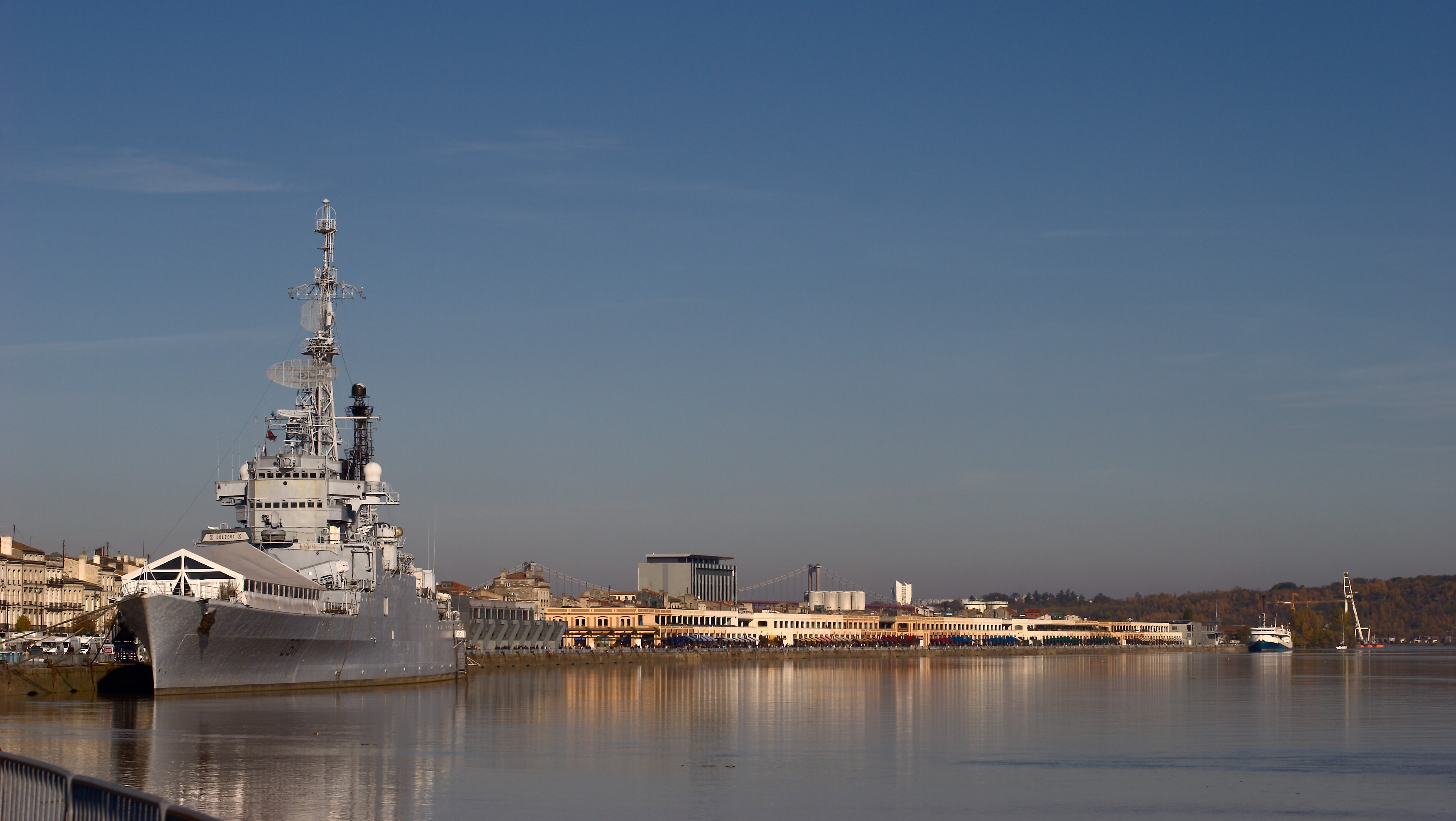
Il commande le croiseur en 1964-1965.

À la fin de la guerre, il est capitaine de corvette. Il est nommé au commandement de l'escorteur Cimeterre. Il reçoit la nationalité française par naturalisation, par décret du 17 juin 1946, et est confirmé l'année suivante dans l'armée d'active. Il est commandant adjoint du croiseur école Jeanne d'Arc jusqu'en 1948. Il devient ensuite observateur de l'ONU en Indonésie, puis chef du 3e bureau de l'état-major de la Marine en Tunisie en 1951. Il commande l'aviso Gazelle dans l'océan Indien, en 1953-1954.
Comme capitaine de frégate, il est attaché naval à Bonn de 1955-1958. Il commande ensuite le Francis Garnier en Extrême-Orient, de 1958 à 1960. Il est alors appelé à faire partie de l'État-major particulier du président de la République, le général de Gaulle,. Nommé le 10 mai 1960, il y reste jusqu'au 1er octobre 1961. Il y est le seul récemment naturalisé, et y représente à la foi l'illustration des ralliements de tous horizons à la France libre, et l'ancienneté de fidélité au général. C'est pendant son passage à l'état-major particulier qu'il est autorisé en mai 1961 à ajouter au sien son nom de guerre, s'appelant désormais « Jean Brasseur-Kermadec ». Il est jugé d'une « loyauté parfaite ». Promu capitaine de vaisseau en décembre 1961, il est attaché naval à l'Ambassade de France à Madrid de 1961 à 1964. Il commande ensuite le Colbert en 1964-1965 puis devient en 1965 commandant de la Marine à Marseille, jusqu'en 1967.

### Amiral, commandant en chef en Méditerranée, réorganisateur

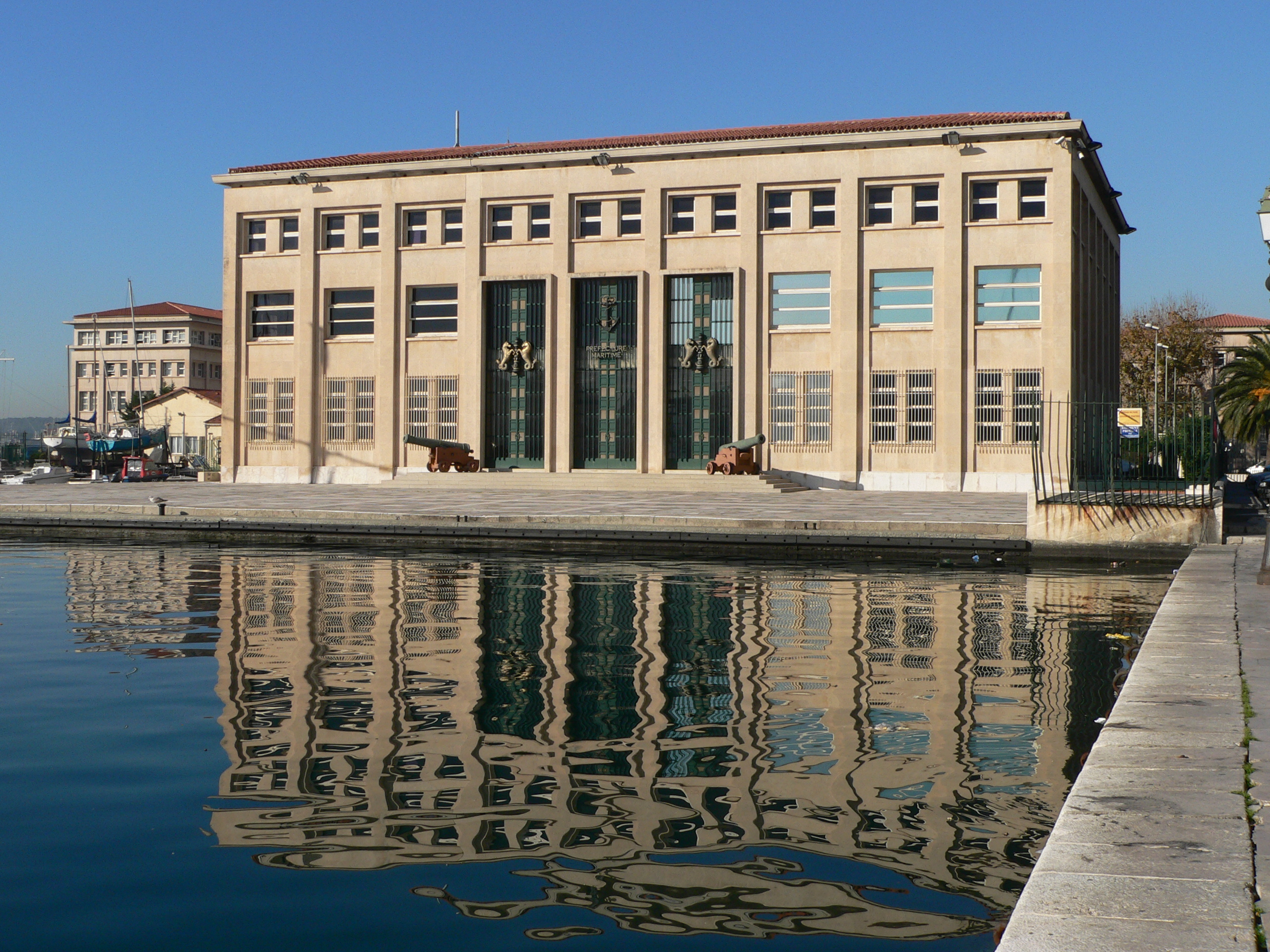
Préfecture maritime de Toulon, dont il est chargé en plus de son commandement en chef.

Promu contre-amiral en 1966, il est attaché militaire à Londres jusqu'en 1970. Devenu vice-amiral en 1971, à Toulon, il est commandant en chef pour la Méditerranée ainsi que préfet de la 3ème région maritime de 1971 à 1974.
C'est à ce titre qu'il est chargé à partir de septembre 1971 de réorganiser le commandement maritime à Toulon et dans la 3e région maritime. Sa mission est de concentrer sur sa personne tous les pouvoirs maritimes et aéronavals de la Méditerranée, de veiller à ce que toutes les forces soient en permanences prêtes au combat ou à intervenir en cas de crise, en un minimum de temps et au moindre coût. Il inaugure ainsi une organisation des pouvoirs identique en période de paix et en temps de guerre, ceux de l'Amiral commandant en chef pour la Méditerranée.
Jean Brasseur-Kermadec est élevé au rang de vice-amiral d'escadre en 1972. Il est également membre du Conseil supérieur de la Marine de 1972 à 1974.
Il est placé en 2ème section en septembre 1974 et devient président de plusieurs sociétés privées. Il est notamment directeur général du groupe maritime Rodriguez-Ely, administrateur de Philips à Marseille, président de la société Radio-Océan en 1981. Il continue cependant à naviguer, quatre mois par an, à bord du cotre qu'il possède.
Il meurt à Paris dans le 17e arrondissement le 21 mai 1992,. Des obsèques nationales lui sont célébrées dans la cathédrale Saint-Louis des Invalides. Il est inhumé à Levallois-Perret dans les Hauts-de-Seine.

## Œuvres
- Récit autobiographique d'un engagé volontaire à titre étranger, slnd[2],[13].

## Distinctions et hommages

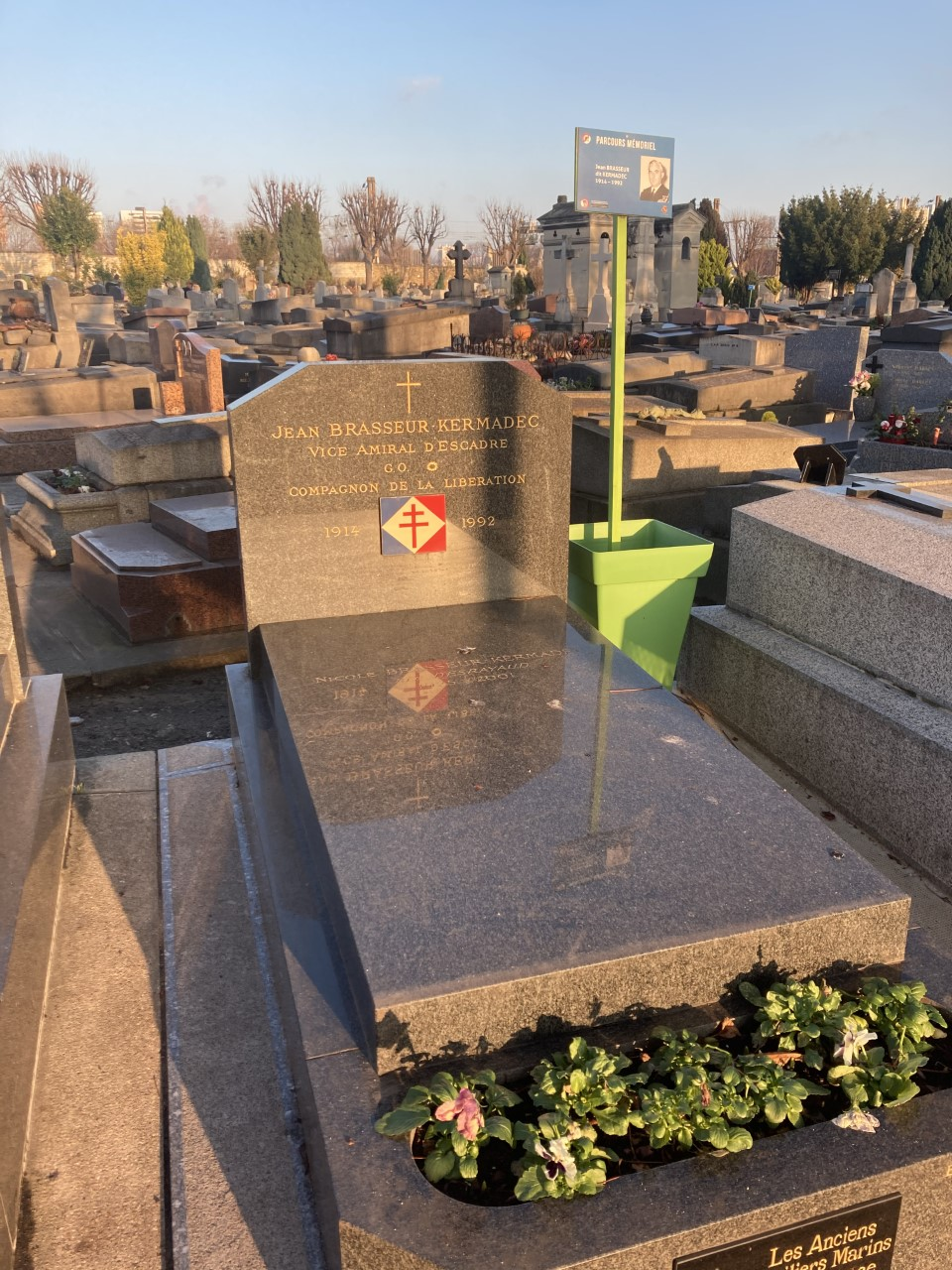
Sépulture au cimetière de Levallois-Perret.

### Décorations
Ses principales décorations sont :
- Grand officier de la Légion d'honneur.
- Compagnon de la Libération par décret du 20 janvier 1946.
- Grand-croix de l'ordre national du Mérite.
- Croix de guerre 1939–1945, six citations.
- Médaille de la Résistance française avec rosette par décret du 16 janvier 1947[14].
- Grand officier de l'ordre de la Couronne (Belgique).
- Croix de guerre (Belgique).
- Grand officier de l'ordre d'Orange-Nassau, par decret royal du 23 décembre 1974 no. 45 (Pays-Bas)[15].
- Grand-croix du Mérite Naval (Espagne).
- Médaille de l'ordre du Mérite (Allemagne fédérale).
- Grand cordon de l'ordre de la République (Tunisie).

### Autres hommages
- Il est le seul marin à être « citoyen d'honneur de la ville de Verviers »[4].
- À Verviers : rond-point Amiral Jean Brasseur-Kermadec, inauguré en 1998, avec un monument constitué d'une ancre de trois mètres offerte par la Marine française, avec une stèle et une inscription commémorative[4],[16].